# Arpin Lusène
Arpin Lusène is een fictief Frans personage die in enkele Donald Duck-verhalen een rol speelt. Zijn naam is een variant op Arsène Lupin, de Franse Sherlock Holmes uit de vroeg-twintigste-eeuwse verhalen van Maurice Leblanc. Zijn alter-ego heet de Zwarte Ridder, en die naam gebruikt hij om zijn criminele praktijken mee uit te voeren. Als de Zwarte Ridder is hij bekend om zijn vingervlugheid. 
Het personage is bedacht door de schrijver Don Rosa. Het was tevens het enige personage dat geheel door Rosa was bedacht.
Arpin Lusène heeft tot nu toe in drie verhalen (het laatste is een sequel) een rol gespeeld om Dagobert te bestelen: De Zwarte Ridder uit 1998, De onzichtbare vijand uit 2000 en De wraak van de Zwarte Ridder uit 2004. In het laatste verhaal heeft hij de trofeeën van Dagobert op het oog.
Zijn misdaden pleegt de Zwarte Ridder met een zwart harnas waarop een oplosmiddel is aangebracht, waarmee hij alles kan laten oplossen, behalve diamant. Dit oplosmiddel heeft hij samen met een harnas gestolen uit het geldpakhuis van Dagobert Duck.